# SA-11
La voie rapide SA-11 est une autoroute urbaine en projet qui pénètre Salamanque par le nord en venant de Valladolid/Zamora via les autoroutes A-62 et A-66.
Elle va doubler la N-630 jusqu'au centre ville

## Tracé
- Elle va prolonger l'A-66 après le croisement avec l'A-62 et se terminer sur le prolongement de l'Avenida de Los Agustinos Recoletos